# Gazeta Lubuska
Gazeta Lubuska – dziennik wydawany w Zielonej Górze. Ukazuje się od 1 września 1952 r. (początkowo do 30 czerwca 1975 jako „Gazeta Zielonogórska”). Wydawany był kolejno przez RSW „Prasa Książka Ruch” (1973–1990), Lubpress Sp. z o.o., Orkla Media Polska, Media Regionalne z grupy Mecom Europe. 27 lutego 2015 r. Media Regionalne zostały kupione przez wydawnictwo Polska Press Sp. z o.o., od 2021 należące do PKN Orlen.
Oprócz redakcji zielonogórskiej, gazeta ma redakcję w Gorzowie Wielkopolskim.
Dziennik ukazuje się codziennie (oprócz niedzieli) w całym województwie lubuskim oraz w powiatach: choszczeńskim i myśliborskim w województwie zachodniopomorskim, głogowskim i polkowickim w województwie dolnośląskim, międzychodzkim, nowotomyskim i wolsztyńskim w województwie wielkopolskim. Od 15 grudnia 2000 ukazuje się codzienne wydanie internetowe „Gazety Lubuskiej”.
Gazeta jest liderem wśród dzienników w województwie lubuskim.

## Redaktorzy naczelni „Gazety Zielonogórskiej”
- 1952–1956: Wiktor Lemiesz
- 1956–?: Tadeusz Bazylko
- Michał Horowicz
- ?–1960: Zygmunt Śniecikowski
- 1960–1975: Zdzisław Olas

## Redaktorzy naczelni „Gazety Lubuskiej”
- 1975–1985: Zdzisław Olas
- 1985–?: Mirosław Rataj
- 2002–?: Iwona Zielińska
- ?–2021: Szymon Kozica
- 2021–2024: Janusz Życzkowski
- 2024–: Maja Majewska[5]